# یانگکوان
یانگکوان (به لاتین: Yangquan) یک شهر مرکزی در جمهوری خلق چین است که در شانشی واقع شده‌است.

## خصوصیات
یانگکوان ۴٬۴۵۲ کیلومترمربع مساحت و ۱٬۳۶۸٬۵۰۲ نفر جمعیت دارد.